# Vologdská oblast

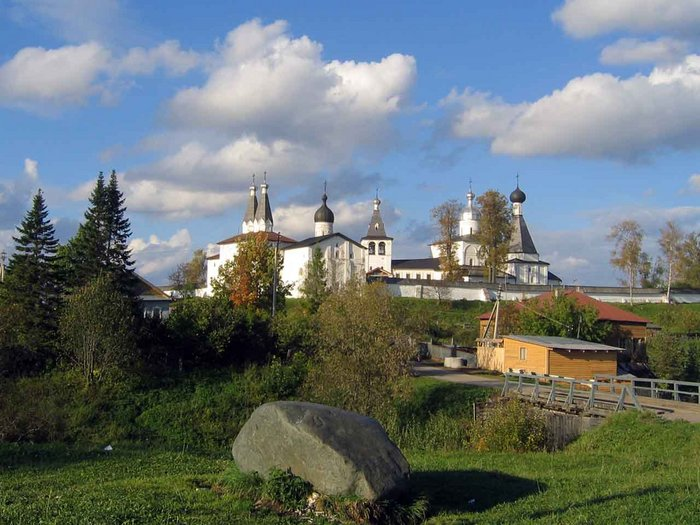
Klášter Ferapontov

Vologdská oblast (rusky Волого́дская о́бласть) je oblastí Ruské federace. Na ploše o rozloze 145 700 km² žije přibližně 1,16 milionu obyvatel. Administrativním centrem je město Vologda, o něco málo více obyvatel má ale ekonomicky významnější Čerepovec, ležící asi 100 km západně.

## Historie
Vologdská oblast byla ustanovena 23. září 1937.

## Oblastní symboly

### Vlajka
Vlajka Vologdské oblasti je tvořena listem o poměru stran 2:3 se dvěma svislými pruhy, bílým a červeným, o poměru šířek 4:1. V bílém pruhu je, v žerďovém rohu, vyobrazen znak oblasti.

## Geografie
Vologdská oblast sousedí na severu s Archangelskou, na východě s Kirovskou, na jihovýchodě s Kostromskou, na jihu s Jaroslavskou, na jihozápadě s Tverskou a Novgorodskou, a na západě s Leningradskou oblastí. Na severozápadě sousedí s Karelskou republikou.
V oblasti se nachází mnoho historických památek. Mezi nejvýznamnější patří Kirillo-bělozerský klášter, Klášter svatého Feraponta Bělozerského (součást světového dědictví UNESCO), středověká města Velikij Usťug a Bělozersk a kostely ve městech Totma a Usťužna.
Ve městě Čerepovec sídlí firma Severstal, druhý největší výrobce oceli v Rusku.

## Obyvatelstvo
Hlavní etnika (stav 2002)
- Rusové (96,56%)
- Ukrajinci (0,97%)
- občané nehlásící se k žádné

Národnosti (0,45%)
- Bělorusové (0,39%)
- Ázerbájdžánci (0,21%)
- Arméni (0,17%)
- Romové (0,16%)

Velká města (stav 2009)
- Čerepovec 309 000
- Vologda 286 100
- Sokol 40 700
- Velikij Usťug 32 000
- Šeksna 21 500